# Niels Arestrup
Niels Arestrup, född 8 februari 1949 i Montreuil, Seine, död 1 december 2024 i Ville-d'Avray, Hauts-de-Seine, var en fransk skådespelare.
Arestrups far var dansk och hans mor fransyska. Arestrup inledde sin karriär inom teatern innan han filmdebuterade 1973. På 1970- och 1980-talen gjorde han framförallt biroller och arbetade med regissörer som Alain Resnais och Chantal Akerman. Han gjorde framträdande roller i Jacques Audiards Mitt hjärtas förlorade slag från 2005 och En profet från 2009, som båda gav honom Césarpriset för bästa biroll. Han tilldelades César för bästa biroll en tredje gång 2014, för Bertrand Taverniers Quai d'Orsay.

## Filmer i urval
- Je, tu, il, elle (1974)
- Stavisky... (1974)
- Kvinnolek (1975)
- En andra chans (1976)
- Le Grand Soir (1976)
- La chanson de Roland (1978)
- Utbrytningen (1979)
- Polisinspektören (1979)
- Möte med Venus (1990)
- Den fallna kvinnan (1992)
- Mitt hjärtas förlorade slag (2005)
- Fjärilen i glaskupan (2007)
- En profet (2009)
- Sarahs nyckel (2010)
- War Horse (2011)
- Quai d'Orsay (2013)
- Mannen som räddade Paris (2014)